# Family Affair (chanson de Mary J. Blige)
Pour les articles homonymes, voir Family Affair.
Singles de Mary J. Blige
911
(2001) Dance for Me
(2001)
Family Affair est le single majeur de l'album No More Drama de la chanteuse Mary J. Blige sorti en 2001. Il a été écrit par Mary J. Blige, son frère Bruce Miller, Camara Kambon, Michael Elizondo et Dr. Dre pour son cinquième album studio No More Drama (2001) ; la production a été supervisée par ce dernier. Family Affair est une chanson qui intègre des éléments de hip-hop et de R&B.
Le single a été en tête du Billboard Hot 100 pendant six semaines à partir du 3 novembre 2001, mettant fin à une période de dix semaines de blocage des deux premières places du hit-parade par Fallin' d'Alicia Keys et I'm Real (Murder Remix) de Jennifer Lopez, qui, ensemble, ont passé les onze semaines précédentes en haut du classement. C'était le premier et le seul single de Mary J. Blige à être classé numéro un par Hot 100, et son premier top 10 en cinq ans. En 2008, à l'occasion du 50e anniversaire du magazine Billboard, Family Affair a été classé 79e meilleur single sur la liste des 100 meilleures chansons de la décennie du magazine Billboard Hot, tandis qu'à la fin de l'année 2009, il a été classé 12e meilleure chanson de 2000 à 2009, sur la liste des 100 meilleures chansons de la décennie du magazine Billboard Hot. Rolling Stone l'a classé 95e sur sa liste des 100 meilleures chansons de la décennie des années 2000.
La musique du morceau a été créée à l'origine lors d'une jam session entre Dr. Dre et les musiciens Mel-Man, Camara Kambon, Mike Elizondo et Scott Storch. Plus tard, Mary J. Blige a entendu la chanson dont son frère Bruce Miller, Asiah the Continent et Luchi Lodge ont écrit les paroles et la mélodie et ont décidé d'enregistrer sa voix.
Le vidéoclip a été tourné par Dave Meyers et où l'on voit Mary J. Blige en compagnie de Dr. Dre.
En 2007, cette chanson a été utilisée dans une publicité de Propel Fitness Water. Le 6 septembre 2012, Mary J. Blige a interprété la chanson lors de la dernière nuit de la Convention nationale démocrate à Charlotte, en Caroline du Nord.
Un remix avec les rappeurs Jadakiss et Fabolous a ensuite été publié à titre promotionnel, mais jamais commercialement.

## Classements hebdomadaires
| Classement (2001)                       | Meilleure position |
| --------------------------------------- | ------------------ |
| Allemagne (Media Control AG)            | 10                 |
| Australie (ARIA)                        | 8                  |
| Autriche (Ö3 Austria Top 40)            | 20                 |
| Belgique (Flandre Ultratop 50 Singles)  | 5                  |
| Belgique (Wallonie Ultratop 50 Singles) | 2                  |
| Danemark (Tracklisten)                  | 4                  |
| États-Unis (Billboard Hot 100)          | 1                  |
| États-Unis (Hot R&B/Hip-Hop Songs)      | 1                  |
| États-Unis (Top 40 Mainstream)          | 1                  |
| France (SNEP)                           | 1                  |
| Irlande (IRMA)                          | 5                  |
| Italie (FIMI)                           | 18                 |
| Norvège (VG-lista)                      | 8                  |
| Nouvelle-Zélande (RMNZ)                 | 2                  |
| Pays-Bas (Single Top 100)               | 3                  |
| Royaume-Uni (UK Singles Chart)          | 8                  |
| Suède (Sverigetopplistan)               | 7                  |
| Suisse (Schweizer Hitparade)            | 4                  |

## Certifications
| Pays                    | Certification |
| ----------------------- | ------------- |
| Australie (ARIA)        | Or            |
| France (SNEP)           | Or            |
| Nouvelle-Zélande (RMNZ) | Or            |
| Royaume-Uni (BPI)       | Argent        |
| Suisse (IFPI)           | Platine       |